# Eliza Frances Andrews

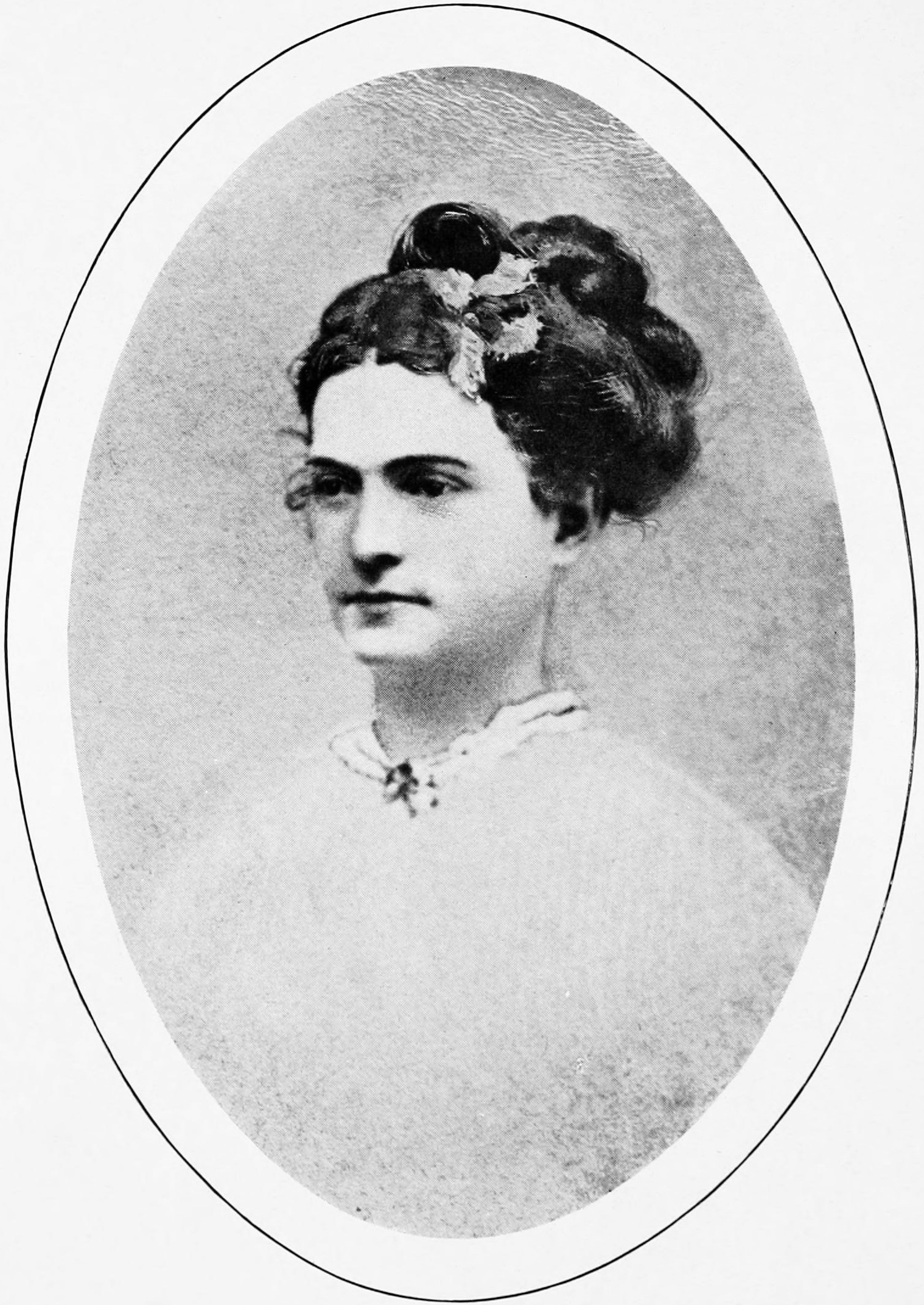
Eliza Frances Andrews, 1865

 Eliza Frances Andrews , Pseudonym Elizey Hay (* 10. August 1840 in Washington, Georgia; † 21. Januar 1931 in Rome, Georgia) war eine US-amerikanische Schriftstellerin, Pädagogin und Botanikerin.

## Leben und Werk
Andrews wurde als zweite Tochter von Annulet Ball Andrews und dem Richter am Obersten Gerichtshof in Georgia, Garnett Andrews, geboren. Ihr Vater war Anwalt und Plantagenbesitzer und besaß rund zweihundert Sklaven. Sie wuchs auf dem Familienbesitz Haywood auf, dessen Namen sie später in ihrem Pseudonym „Elzey Hay“ verwendete. Sie besuchte die örtliche Ladies Seminary School und beendete 1857 die High School am LaGrange Female College (später LaGrange College), wo sie zu den ersten Studentinnen gehörte. Sie sprach sowohl Französisch als auch Latein, lebte nach dem Collegebesuch zu Hause und schrieb zeitweise für verschiedene Zeitungen. 1864 begann sie mit ihrem Tagebuch, das schließlich 1908 veröffentlicht wurde mit dem Titel: The War-Time Journal of a Georgian Girl. Historiker betrachten es als ein wichtiges Buch für die Einblicke in die Erfahrungen und Gefühle vieler südlicher Frauen während des Bürgerkriegs und des frühen Wiederaufbaus. Im Laufe ihres Lebens produzierte sie Romane, Gedichte und Botaniktexte sowie Serien, Artikel, Essays und Editorials für mehr als 70 Magazine und Zeitungen. Ihr erster Artikel „A Romance of Robbery“ erschien 1865 in einer Ausgabe der New York World. Es wurde die Misshandlung von Südstaatlern durch die Verwalter beschrieben, die nun die Kontrolle über den Süden hatten. 1873 starb ihr Vater, die Familie musste die Plantage verkaufen und sie begann bei der Washington Gazette zu arbeiten. Als der Herausgeber entdeckte, dass sie eine Frau war, wurde sie entlassen. 1872 unterrichtete sie am Washington Seminary in ihrer Heimatstadt und zog 1872 nach Yazoo, Mississippi, wo sie unterrichtete und später Schulleiterin wurde. Das Tagebuch, das sie in diesen Jahren führte, wurde erst Jahrzehnte später entdeckt und veröffentlicht. 1874 kehrte sie nach Washington zurück und eröffnete mit einer Cousine die Select School for Girls. 1876 wurde ihr erster Roman veröffentlicht: A Family Secret. Darin erzählte sie die Geschichte einer Frau, die darum kämpfte, ihre Unabhängigkeit zu bewahren, ein Thema, das in zwei späteren Romanen wiederauftauchte. Es war ein Thema, das ihr am Herzen lag, da sie niemals heiraten und ihre Freiheit verlieren wollte. Bis 1881 unterrichtete sie an der Select School und war dort später Schulleiterin. In diesen Jahren trat sie auch der Georgia Teachers Association bei und war Vizepräsidentin und Vorsitzende verschiedener Ausschüsse. 1879 erschien ihr zweiter Roman: A Mere Adventurer. Drei Jahre später folgte ein dritter und letzter Roman:  Prince Hal, or, The Romance of a Rich Young Man. 1885 nahm sie eine Stelle am Wesleyan College in Macon (Georgia) an, unterrichtete Literatur und Französisch und arbeitete dort auch in der Bibliothek. Drei Jahre zuvor hatte das College ihr einen A.M. Honorary Second Degree verliehen. Gegen Ende ihrer zehnjährigen Tätigkeit am Wesleyan College begann sie einen Vortragskreis und schrieb häufig für Zeitschriften. Um 1900 kehrte sie wieder nach Washington zurück und begann an einer High School Naturwissenschaften zu unterrichten. Sie widmete sich ernsthaft der Botanik und verbrachte einen Sommer in der Forschung an der Johns Hopkins University. 1903 erschien ihr erstes Lehrbuch: Botany All the Year Around. Es war ein Buch, das besonders in ländlichen Schulen nützlich war, in denen es selten Labore oder Zubehör gab. 1911 wurde ihr zweites und fortgeschritteneres Lehrbuch veröffentlicht. Der Text war das Ergebnis eines sechsjährigen Studiums in Alabama und richtete sich an Schüler und Studenten mit dem Titel: A Practical Course in Botany. Nachdem sie einige Zeit am Alabama Polytechnic Institute (heute Auburn University) verbracht hatte, um den Text zu bearbeiten und mit anderen Botanikern zusammenzuarbeiten, spendete sie mehr als 3000 Pflanzenexemplare, die sie mit dem Botaniker Alvan Wentworth Chapman gesammelt hatte, an das Alabama Department of Agriculture. Die Lizenzgebühren aus ihren Lehrbüchern verschafften ihr in späteren Jahren ein angenehmes Einkommen. 1926 wurde sie eingeladen, Mitglied der Internationalen Akademie für Literatur und Wissenschaft zu werden, die einzige amerikanische Frau, die damals so geehrt wurde. Sie starb in Rom, Georgia und ist auf dem Resthaven Cemetery in ihrer Heimatstadt Washington begraben.

## Bildergalerie

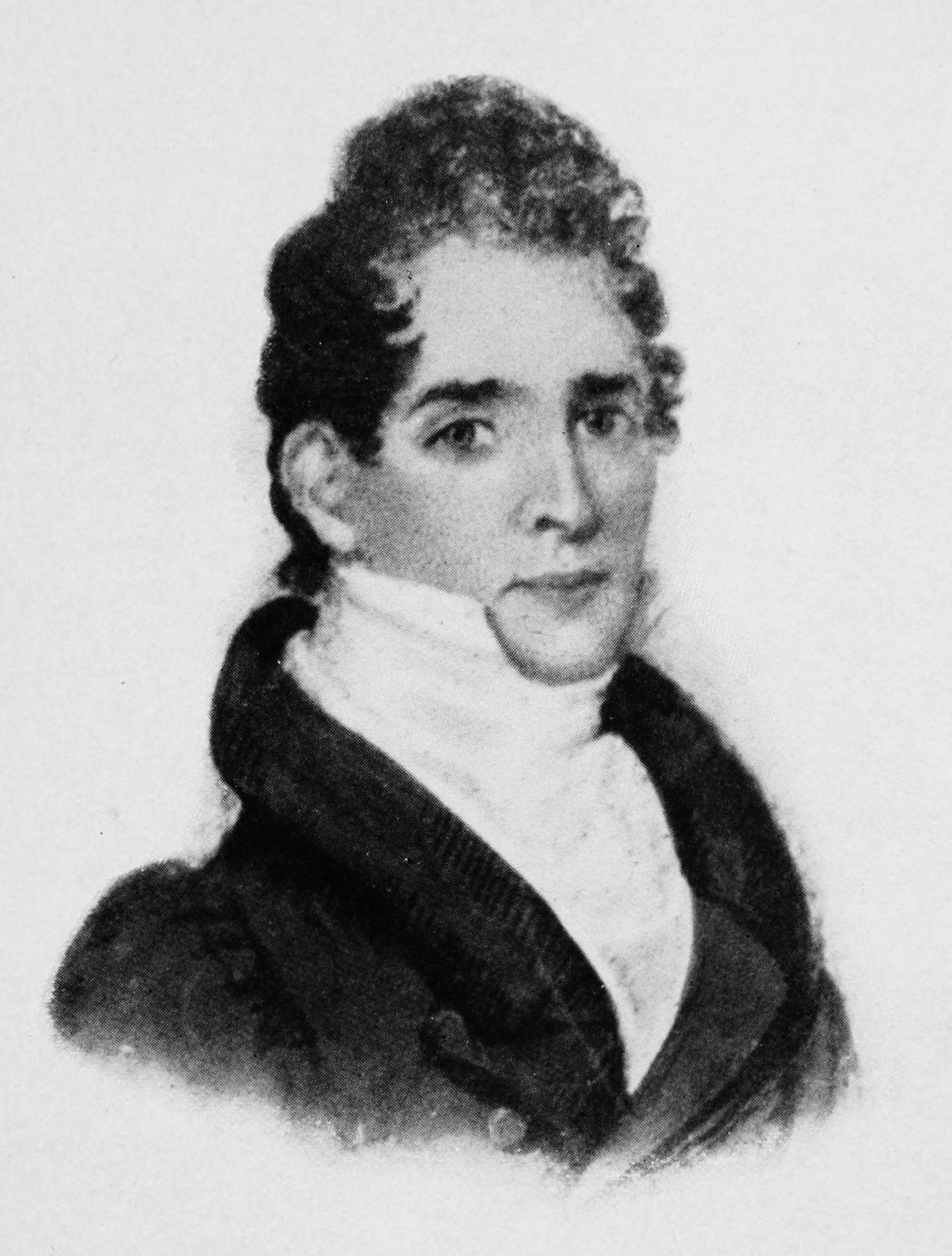
Elizas Vater Garnett Andrews 1827
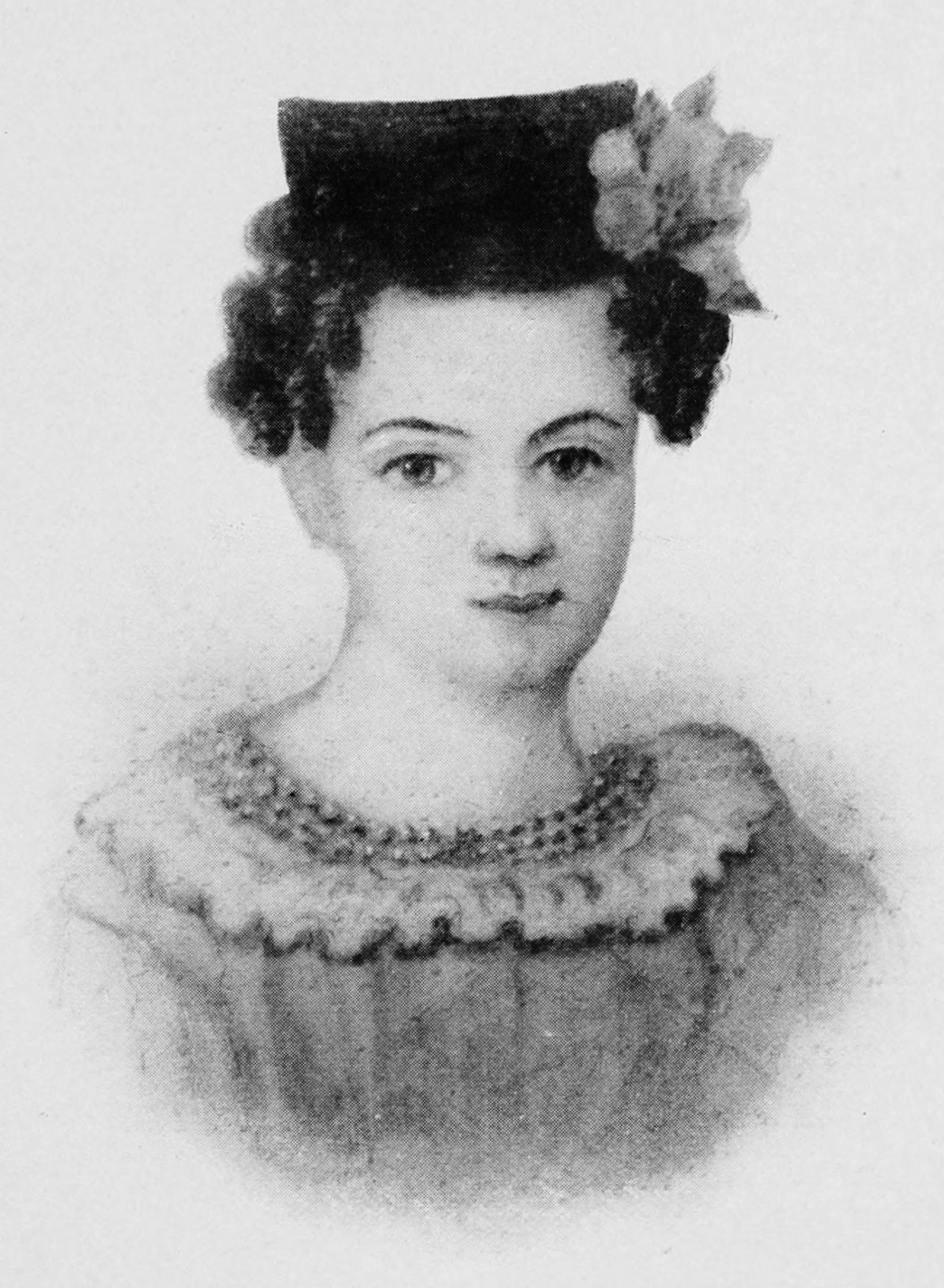
Elizas Mutter Annulet Andrews, 1827
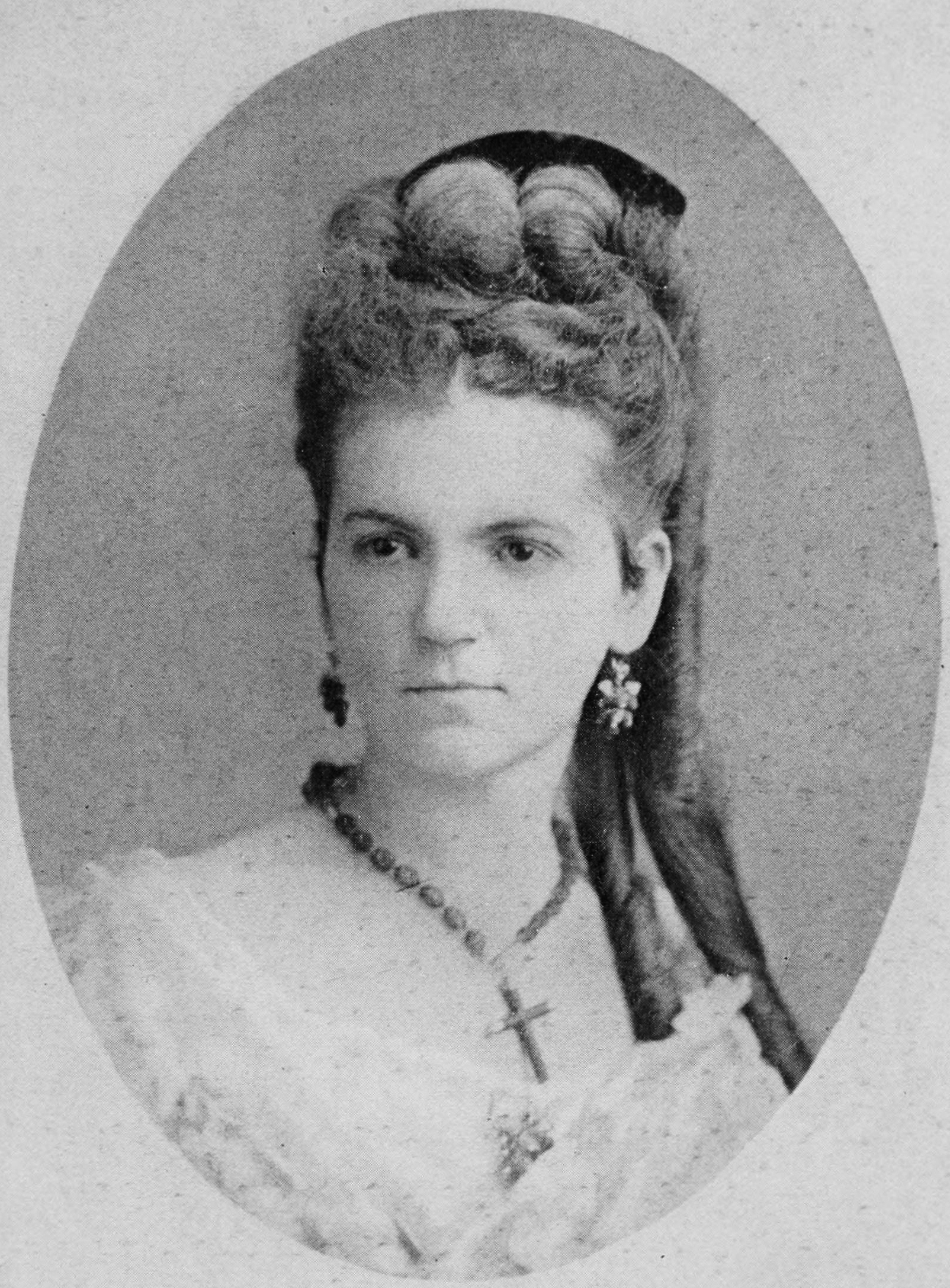
Elizas jüngere Schwester Metta Andrews, 1872
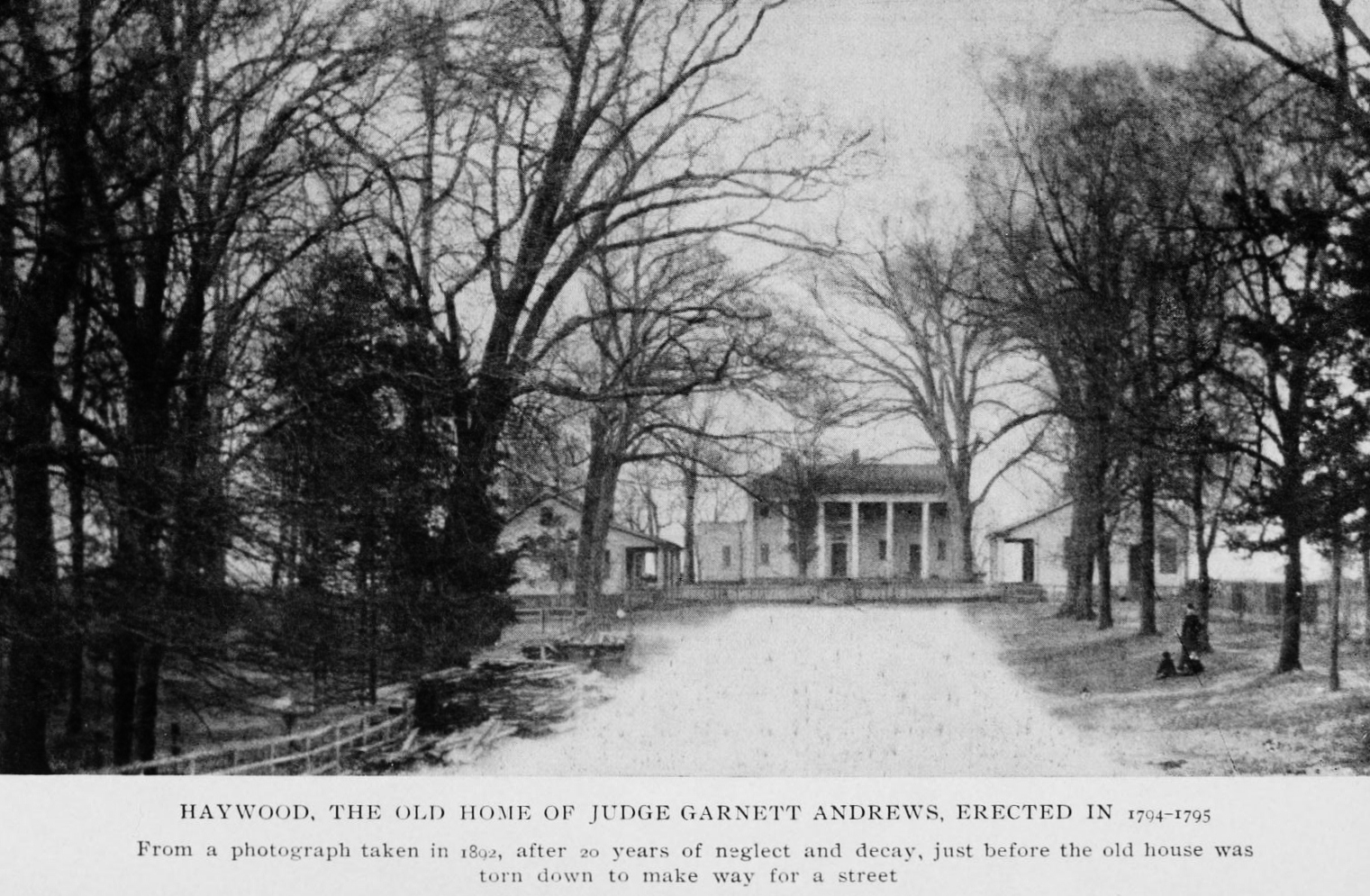
Haywood Plantation

## Veröffentlichungen (Auswahl)
- "Botany as a Recreation for Invalids" in Popular Science Monthly, 28, April 1886.
- "Education and the Employment of Children" in Popular Science Monthly, 33, June 1888.
- "Will the Coming Woman Lose her Hair?" in Popular Science Monthly, 42, January 1893.
- Botany all the year round; a practical text-book for schools, New York, Cincinnati : American book company, 1903.
- The war-time journal of a Georgia girl, 1864–1865, New York: D. Appleton and Company, 1908.
- A family secret, Knoxville: University of Tennessee Press, 2005.
- Journal of a Georgia Woman, 1870–1872, Knoxville: University of Tennessee Press, 2002.